# 旱龍
旱龍，是台灣民間傳說中的龍，能夠造成乾旱。

## 外觀與能力
旱龍有著燦黃的鱗片和身軀，平常棲息在海裡，當牠從海裡翻騰出現時，就會給大地帶來嚴重的乾旱，與旋風蛟和赤虯相對。

## 現身案例
據說旱龍曾在康熙年間現身過一次，在台南安平造成嚴重的旱災。當時的人因此設置了神壇、畫上星圖、在上面以一邊拳打腳踢一邊咒罵鬼神的方式進行祈雨儀式。